# 리퍼 (오버워치)
가브리엘 레예스(영어: Gabriel Reyes) 또는 더 잘 알려진 명칭인 리퍼(영어: Reaper)는 2016년 블리자드 엔터테인먼트에서 개발한 1인칭 슈팅 비디오 게임인 오버워치와 관련 애니메이션 및 문학 작품에 등장하는 인물이다. 리퍼는 2014년 오버워치 시네마틱 트레일러에서 위도우메이커와 함께 오버워치에 적대적인 테러리스트 탈론 소속 인물로 등장했다.

## Reaper
하이퍼 FPS게임 오버워치에 나오는 근접용 영웅.
검은 로브를 입고, 영화 스크림에 나오는 가면과 비슷한 흰 해골 가면을 쓰고 다니는 '고성능 사이코패스' 킬러로, 양손에 두정의 산탄총을 들고 다니며 적들을 학살하는 암살용 영웅으로 만들어졌으나, 실상은 안티탱커에 가까운 포지션이다.
모델링상 허리에 샷쉘 탄띠를 차고 있음에도 재장전을 하지 않고 들고 있는 산탄총의 총알이 떨어지면 내다버리고 로브 안에서 새로운 총을 꺼내는데 이에 관련해서 '리퍼는 장전하는 법을 모른다, 리퍼의 로브 안에는 수많은 산탄총들이 들어 있다, 포탈을 사용해서 어디선가에서 산탄총을 공수해 온다' 등의 밈이 있다.
스토리상 탈론이라는 악의 조직의 간부이자 프로페셔널 킬러로 나온다.

게임의 주역들인 다국적 지구방위 자경단 오버워치 팀원들에게 원한을 품고 있다. 원래 그 또한 오버워치 소속이었지만 모종의 이유로 악당으로 돌아선 블리자드 게임에 등장하는 타락한 영웅 포지션.